# Nikołaj Sołowjow (kompozytor)
Nikołaj Fieopiemptowicz Sołowjow, ros. Никола́й Феопе́мптович Соловьёв (ur. 27 kwietnia?/9 maja 1846 w Pietrozawodsku, zm. 14 grudnia?/27 grudnia 1916 w Piotrogrodzie) – rosyjski kompozytor, pedagog i krytyk muzyczny.

## Życiorys
W latach 1868–1872 był uczniem Nikołaja Zaremby w Konserwatorium Petersburskim. Później został wykładowcą tej uczelni, prowadząc klasę teorii (1874–1885) i kompozycji (1885–1909). Od 1870 roku aktywny był również jako krytyk muzyczny. Jego artykuły ukazywały się na łamach czasopism „Nowoje wriemia” i „Sankt-Pietierburgskije wiedomosti”. Krytycznie odnosił się do twórczości Piotra Czajkowskiego i Nikołaja Rimskiego-Korsakowa. Zajmował się redakcją działu muzycznego rosyjskiego wydania leksykonu Brockhausa, dla którego napisał m.in. szkic o Aleksandrze Borodinie. W 1878 roku reprezentował Rosyjskie Towarzystwo Muzyczne na wystawie światowej w Paryżu. Od 1905 roku był dyrektorem muzycznym kaplicy carskiej w Petersburgu.
Był autorem oper Kuzniec Wakuła (1875, wyst. Petersburg 1880), Kordielija (wyst. Petersburg 1885; wersja zrewid. pt. Miest´ wyst. 1898) i Domik w Kołomnie (nieukończona). Ponadto skomponował m.in. poemat symfoniczny Rus´ i mongoły (1870), fantazję orkiestrową Ej uchniem (1882), kantatę Samson (1877), liczne utwory kameralne i fortepianowe.